# خلیج گوسینایا
خلیج گوسینایا (روسی: Гусиная губа) یک خلیج در شمال استان یاقوتستان کشور روسیه است.